# Luciano Emmer
Luciano Emmer (Milano, 19 gennaio 1918 – Roma, 16 settembre 2009) è stato un regista, sceneggiatore e montatore italiano.
Realizzò numerosi film e alcuni tra i più importanti documentari d'arte italiani.

## Biografia

Luciano Emmer nel 1951

Nacque nel gennaio 1918 a Milano, in una casa in via Gesù, dall'ingegner Pietro Emilio Emmer, trentino di Cles di lontane origini olandesi, e da Lina Colombo, lombarda di Merate. Era cugino del fotografo Claudio Emmer. Lo stesso anno il padre venne ingaggiato dal comune di Venezia come ingegnere capo, con l'incarico di progettare il piano regolatore di Marghera, e portò con sé la moglie e il piccolo. A Venezia Luciano si appassionò al cinema, potendo entrare gratis nelle sale grazie a una speciale tessera conferita al padre, e valida per tutta la famiglia.
Sempre al seguito del padre, nel 1930, si trasferì in Sardegna, per tornare a Milano nel 1932 e iscriversi al Liceo Ginnasio Giovanni Berchet. Strinse amicizia col genovese Enrico Gras, e nel 1936 si fidanzò con Tatiana Grauding, di sangue russo, lettone e tedesco, nata a Parigi e giunta a Milano con la famiglia esule: insieme frequentavano la Cineteca Italiana. Col desiderio di fare cinema (nonostante la madre che non aveva mai visto un film gli consigliasse di fare piuttosto l'idraulico), nel 1938 si trasferì con l'amico Gras e la fidanzata a Roma, iscrivendosi alla facoltà di Giurisprudenza all'Università degli Studi di Roma "La Sapienza", ma occupandosi più che altro della loro neofondata casa di produzione cinematografica Dolomiti Film. Nel 1942 si sposò.

### Cinema
Realizzati con Enrico Gras alcuni documentari artistici, dopo la morte del padre, avvenuta nell'estate 1943, Emmer fuggì con le pellicole nella neutrale Svizzera (Gras era invece stato deportato a Dachau), dove riuscì a farle proiettare a intellettuali soprattutto francesi. Riunitosi con Gras, dal 1945 continuò ad acquisire rinomanza internazionale per i documentari anche compiendo alcuni viaggi a Parigi, avendo avuto l'interesse del noto conservatore e critico Henri Langlois. Nel 1947 Gras emigrò in Argentina, così Emmer continuò a realizzare documentari da solo, finché nel 1950 esordì nel film a soggetto, all'insegna di un neorealismo minore ed episodico, con Domenica d'agosto.
Diresse poi altri film: Le ragazze di piazza di Spagna (1952), Terza liceo (1953) e La ragazza in vetrina (1960), dopo il quale Emmer abbandonò il cinema per la pubblicità e per la televisione.
Nel 1990 tornò al cinema di finzione realizzando Basta! Ci faccio un film, cui seguirono Una lunga lunga lunga notte d'amore (2001) e L'acqua... il fuoco (2003).
Negli ultimi anni girò due film per la televisione: Le fiamme del paradiso (2006), ambientato nel Seicento, e Il cardo rosso (2007), ambientato nell'Ottocento.
Fu tutor e docente presso ACT Multimedia - Accademia del Cinema e della Televisione di Cinecittà.
Nel giugno 2009, mentre viaggiava in automobile con Enrico Ghezzi, sulla via Nomentana, fu coinvolto in un incidente stradale, rompendosi un femore. Ricoverato al policlinico Agostino Gemelli, a causa dell'età avanzata non si riprese: contrasse poi una broncopolmonite e altre patologie, che lo portarono alla morte il 16 settembre 2009 al policlinico Gemelli di Roma. Aveva 91 anni.

## I documentari d'arte
Per i suoi documentari artistici, Emmer inventò interessanti e suggestivi moduli formali, che caricò di significato affettivo: a differenza di Pier Paolo Pasolini, che propose un manierismo neorealista, visionario e colmo di citazioni d'arte nella ripresa della realtà degradata, Emmer partì dall'opera artistica limitandosi a interpretarla con le riprese.

## Carosello
Emmer lavorò anche come regista pubblicitario: la stessa sigla del primo Carosello, quella coi vari siparietti che si aprivano uno dopo l'altro, era stata girata proprio da lui. Un'intera generazione di artisti passò davanti alla sua macchina da presa per interpretare gli spot mandati in onda dalla celebre trasmissione preserale: da Totò («Mi faccio un brodo? Ma me lo faccio doppio!») a Walter Chiari («Solo io mi chiamo Yoga»), da Mina (Industria Italiana della Birra) a Carlo Dapporto (Durban's), da Paolo Panelli («Ercolino sempre in piedi») ad Aldo Fabrizi («Avanti c'è posto»); e ancora Dario Fo («Supercortemaggiore, la potente benzina italiana»), Sandra Milo («Confidenziale»), Alighiero Noschese («Un Ramazzotti fa sempre bene!»), Pippo Baudo e Alberto Rabagliati («La famiglia senza guai»), il Quartetto Cetra («Tricofilina? Sì sì»), Marisa Del Frate («Voglio la caramella che mi piace tanto»), Edoardo Vianello («Voglio la Vespa!») e Umberto Bindi («Dieta Salus!»).
Fu autore anche di importanti innovazioni pubblicitarie. Insieme all'agenzia Publinter creò ad esempio il primo "eroe negativo" della pubblicità italiana, interpretato da Giampiero Albertini: nel 1971 per Elah («L'egoista», con Ugo Fangareggi) e dal 1972 per gli elettrodomestici Ignis («Gli incontentabili»).

## Vita privata
Sposatosi nel 1942 con Tatiana Grauding, era padre del matematico, accademico e scrittore Michele Emmer e del regista David Emmer. Ebbe anche una figlia, Elisabetta.

## Filmografia

### Cinema
- Domenica d'agosto (1950)
- Parigi è sempre Parigi (1951)
- Le ragazze di piazza di Spagna (1952)
- Terza liceo (1954)
- Camilla (1954)
- Il bigamo (1956)
- Il momento più bello (1957)
- La ragazza in vetrina (1961)
- Sposi (1987) - Co-regia
- Basta! Ci faccio un film (1990)
- Basta! Adesso tocca a noi (1990)
- Una lunga lunga lunga notte d'amore (2001)
- L'acqua... il fuoco (2003)
- Le flame del paradis (2006)[6]

### Televisione
- Geminus – miniserie TV (1969)
- K2 + 1 – serie TV (1971)

### Documentari e cortometraggi
- La sua terra – cortometraggio documentaristico (1941)
- Racconto da un affresco – cortometraggio documentaristico (1941)
- Destino d'amore – cortometraggio (1942)
- Guerrieri – documentario (1942)
- Il cantico delle creature – cortometraggio documentaristico (1942)
- Romanzo di un'epoca – documentario (1942)
- Il paradiso terrestre – cortometraggio documentaristico (1942)
- La città ha sete – documentario (1943)
- La terra del melodramma – cortometraggio documentaristico (1947)
- Primavera – cortometraggio documentaristico (1947)
- Sulle orme di Verdi – cortometraggio documentaristico (1947)
- La leggenda di Sant'Orsola – cortometraggio documentaristico (1948)
- Il dramma di Cristo – cortometraggio documentaristico (1948)
- Il paradiso perduto – cortometraggio (1947)
- Isole nella laguna – documentario (1948)
- Bianchi pascoli – cortometraggio documentaristico (1948)
- Sulle Rome di Verdi – cortometraggio documentaristico (1948)
- Romantici a Venezia – cortometraggio documentaristico (1948)
- Sulla via di Damasco – cortometraggio documentaristico (1948)
- Il miracolo di san Gennaro – cortometraggio documentaristico (1948)
- L'invenzione della croce – cortometraggio documentaristico (1949)
- La colonna Traiana – documentario (1949)
- I fratelli miracolosi – cortometraggio documentaristico (1949)
- Piero della Francesca – documentario (1949)
- Goya – cortometraggio documentaristico (1951)
- Matrimonio alla moda – cortometraggio documentaristico (1951)
- Pictura – documentario (1951)
- Cavalcata di mezzo secolo – documentario (1952)
- Leonardo da Vinci – documentario (1952)
- Gli eroi dell'Artide (1953)
- Incontrare Picasso – cortometraggio documentaristico (1954)
- Guerra e pace – cortometraggio documentaristico (1954)
- Paradiso terrestre – documentario (1956)
- Sette pittori – cortometraggio documentaristico (1957)
- Noi e l'automobile – documentario TV (1962)
- Bianco rosso celeste - Cronaca dei giorni del Palio di Siena – documentario TV (1963)[7]
- La distrazione – documentario TV (1965)
- La sublima fatica – cortometraggio documentaristico (1966)
- Il libro dell'arte – documentario (1967)
- Giotto (1969)
- Geminus – miniserie TV (1969)
- La gardenia misteriosa – TV (1971)
- Il piccolo Lord – TV (1971)
- Il furto del Raffaello – TV (1971)
- Il bivio – TV (1971)
- Die diebischen Zwillinge, 6 episodi (1971)
- Fellini e l'EUR – cortometraggio documentaristico TV (1972)
- Guttuso e il 'Marat morto' di David – cortometraggio documentaristico TV (1972)
- Bianchi Bandinelli e la Colonna Traiana – cortometraggio documentaristico TV (1972)
- Terra dei naïfs jugoslavi – documentario TV (1975)
- La bellezza del diavolo – viaggio nei castelli Trentini – documentario (1988)
- Foggia non dirle mai addio (1996)
- Bella di notte – cortometraggio documentaristico (1997)
- Con aura ...senz'aura - Viaggio ai confini dell'arte (2003)
- Il cardo rosso (2005)
- La musa pensosa (2007)
- Le pecore di Cheyenne – documentario (2008)
- Trilogia - Il pensiero, lo sguardo, la parola – documentario (2008)
- Masolino – cortometraggio documentaristico (2008)
- Le donne, i sonetti, gli amori di Raffaello – cortometraggio documentaristico (2009)
- Carceri d'invenzione. Piranesi – cortometraggio documentaristico (2009)

## Riconoscimenti
- Golden Globe
  - 1952 - Golden Globe Speciale For the outstanding cultural film of 1951 per Pictura
- Mostra del cinema di Venezia
  - 1947 - Segnalazione della Giuria per Bianchi pascoli
  - 1947 - Premio della Direzione della Mostra per il miglior cortometraggio della sezione cultura varia per Sulla via di Damasco
  - 1951 - In concorso per il Leone d'oro al miglior film con Parigi è sempre Parigi
  - 1952 - Primo premio assoluto per il miglior film di lungo o cortometraggio per Leonardo da Vinci
  - 2003 - Premio Pasinetti al miglior film per L'acqua... il fuoco
- Festival internazionale del cinema di Berlino
  - 1951 - Targa d'argento per un film artistico/scientifico per Goya
  - 1951 - Targa di bronzo per un film artistico/scientifico per Il paradiso perduto
- Nastro d'argento
  - 1949 - Miglior documentario per Isole nella laguna
- Festival internazionale del cinema di Karlovy Vary
  - 1956 - Miglior documentario per Picasso